# ترتيل
الترتيل هو طقوس ترديد الصلاة والدعاء والاستجابات. يشير هذا في كثير من الأحيان على وجه التحديد إلى التراتيل العبرية اليهودية. يشير الترتيل أحيانًا إلى علامات التشكيل المستخدمة في النصوص التي تُردَّد في الطقوس الدينية.
يتضمن الترتيل:
- الإنشاد
  - إنشاد بيزنطي
  - إنشاد غليكاني [الإنجليزية]
  - إنشاد غريغوري
  - إنشاد روماني قديم [الإنجليزية]
  - إنشاد سرياني [الإنجليزية]
  - إنشاد فيدي [الإنجليزية]
- الترتيل العبري
- الترتيل الفيتنامي [الإنجليزية]
- التجويد (تلاوة القرآن)

وفي الإسلام، ورد في الآية الرابعة من سورة المزمل: ﴿أو زد عليه ۖ وَرَتِّل القرءان تَرتيلا﴾، ويفهم ترتيل القرآن بأنه تلاوة القرآن بسرعة معتدلة وتطبق فيه جميع أحكام التجويد مع نية أن تكون القراءة قربة لله تعالى، ومع التدبر في معاني الآيات، ولا تعتبر التلاوة ترتيلا إذا غاب التدبر.